# Félicie d’Estienne d’Orves
Pour les articles homonymes, voir D'Estienne d'Orves.
Félicie d’Estienne d’Orves, née en 1979 à Athènes est une artiste plasticienne. Elle vit et travaille à Paris.

## Biographie
En 2003, Félicie d’Estienne d’Orves est diplômée de l’École nationale supérieure des arts décoratifs de Paris. Elle s’intéresse aux sciences optiques et acoustiques, à l'astrophysique, aux sciences de la perception et de la cognition. Sa matière est la lumière. Dans ses installations, elle mêle  projection vidéo, jeux de lumière, son et fumée. Pour son exposition Cosmographies, elle utilise la technique du laser dans le désert d’Atacama au Chili et la plaine de Bonneville Salt Flats afin de saisir l’activité cosmique. En 2017, elle transforme les deux cheminées de la Centrale thermique du Havre en balise spatiale. En 2019, elle réalise Continum. Il s'agit d'un film fait à partir d’images de la NASA qui montrent un coucher de soleil sur Mars. Le film est accompagné de la Trilogie de la mort, composition d'Éliane Radigue. En 2022, elle présente une installation Soleils martiens à Nantes.

## Expositions
- Cosmographies, Sorbonne Artgallery, Paris, 2017
- KYIL KHOR, Fondation Vasarely, Aix-en-Provence, 2020
- Soleils martiens, Lieu Unique, Nantes, 2022

## Distinctions
- prix international de la Fondation Vasarely pour les arts numériques, 2018